# Lexus NX
Lexus NX — компактний кросовер, японської компанії Lexus, корпорації Toyota.

## Перше покоління (AZ10; 2014-2021)

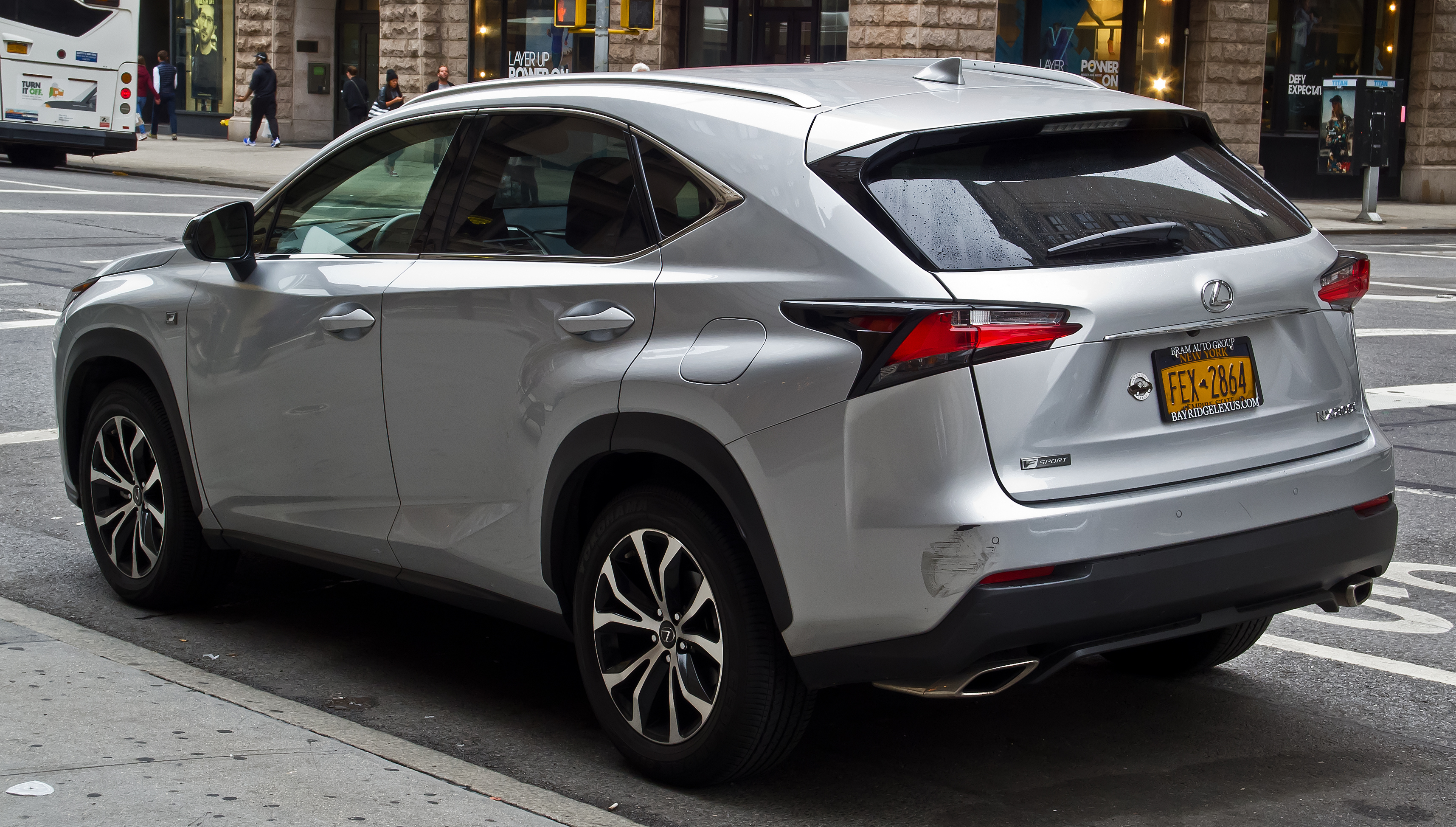
Lexus NX 200t F Sport (2014-2017)

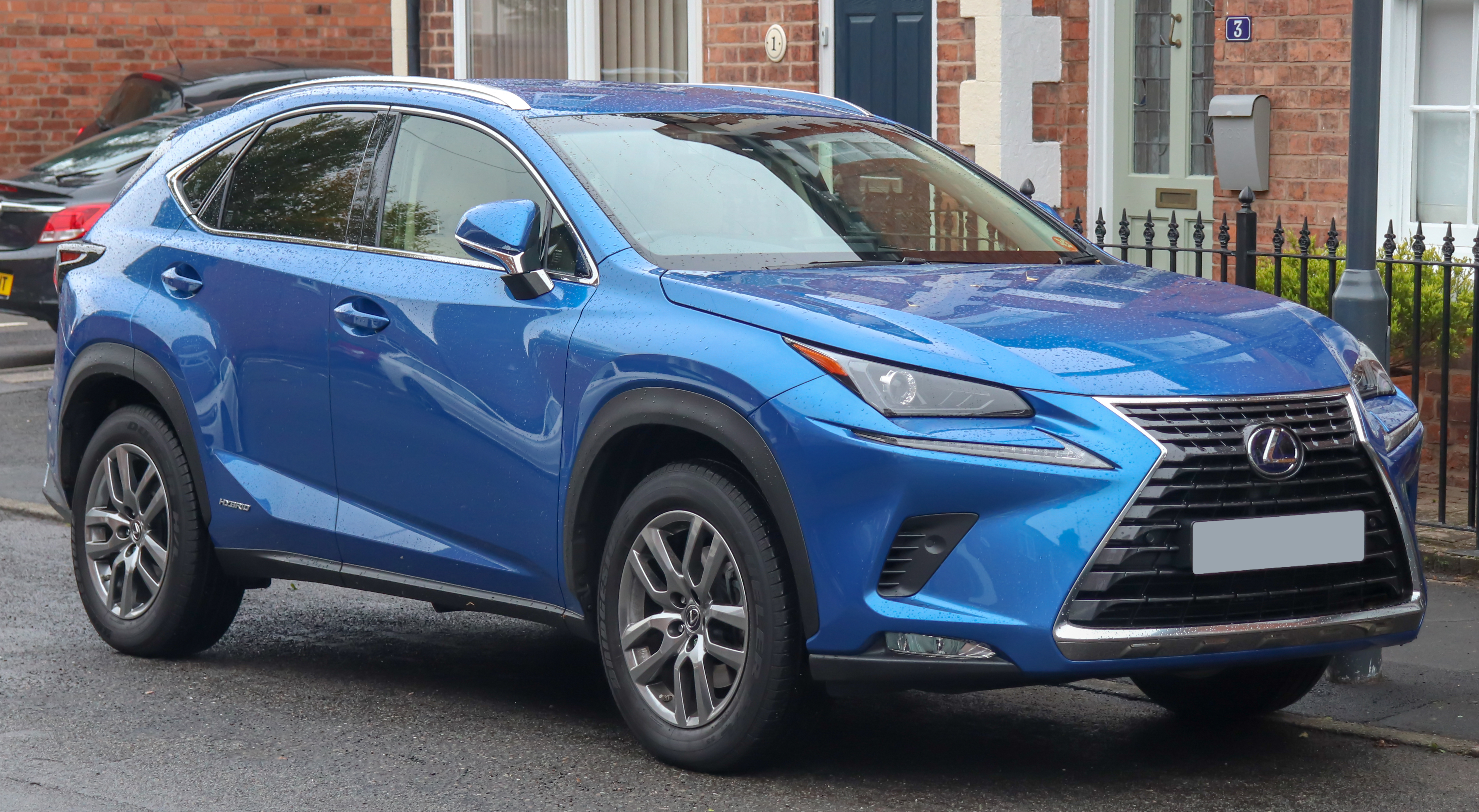
Lexus NX 300h (2017-2021)

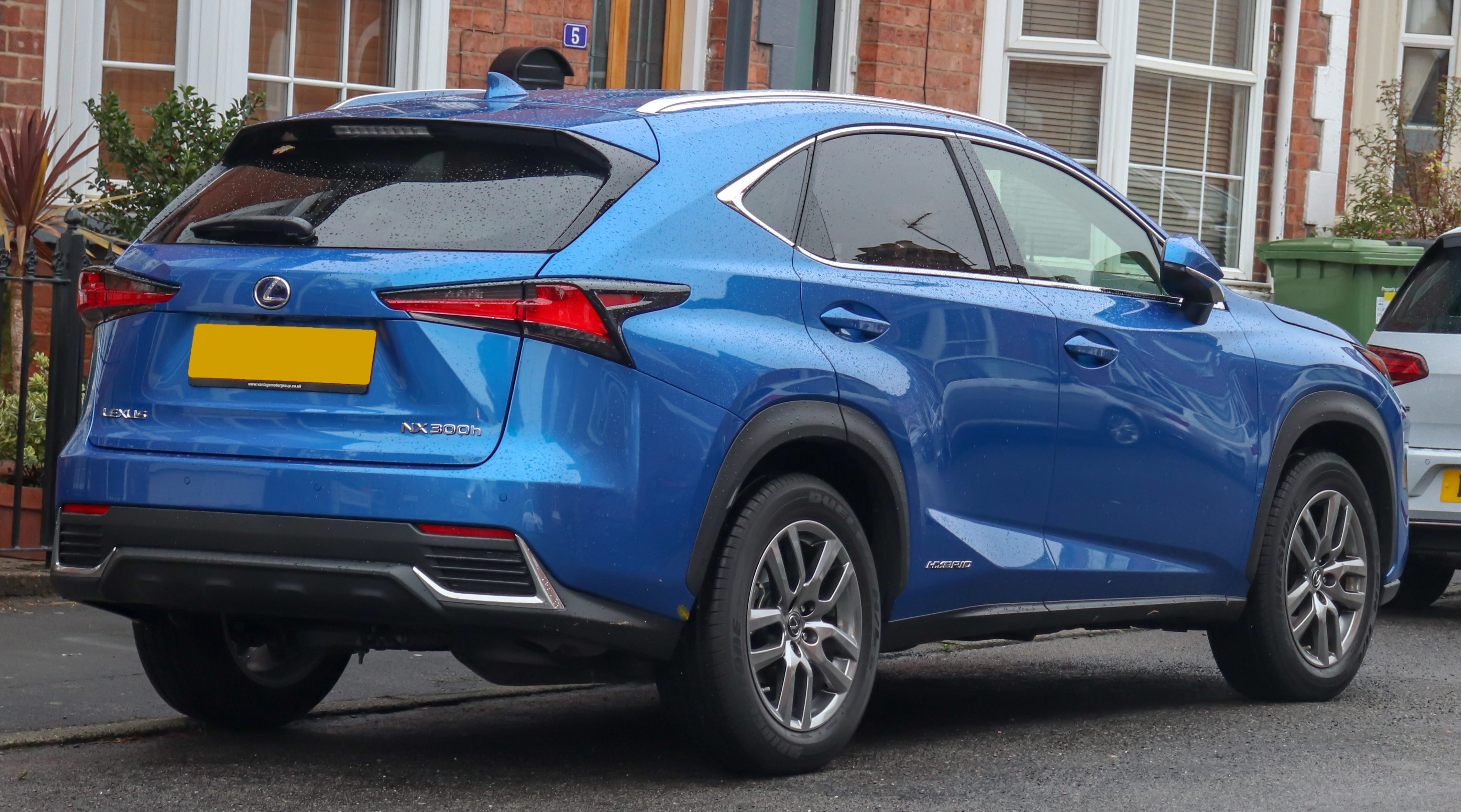
Lexus NX 300h (2017-2021)

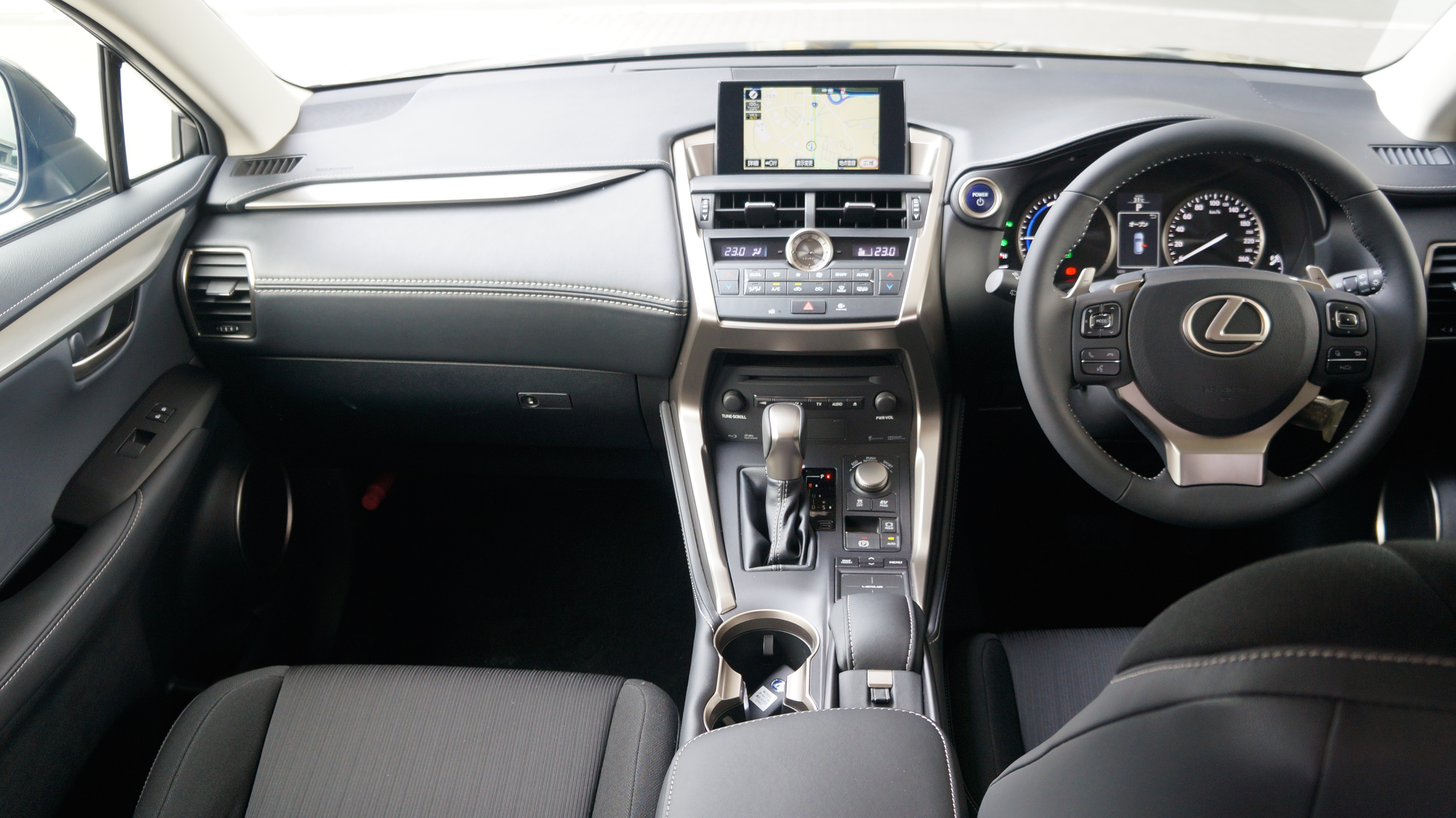
Lexus NX 300h

У вересні 2013 року на автосалоні у Франкфурті показано концепт-кар Lexus LF-NX, у листопаді 2013 року на автосалоні в Токіо показано другу версію концепт-кара під назвою Lexus LF-NX Turbo. Серійна модель дебютувала в квітні 2014 року на Пекінському автосалоні, в продаж автомобіль надійшла в кінці року. Автомобіль збудовано на базі Toyota RAV4 і комплектується 2,0 л бензиновим атмосферним (NX 200) потужністю 150 к.с. і турбодвигуном 8AR-FTS (NX 200t) потужністю 238 к.с., а також гібридним двигуном 2,5 л 2AR-FXE (NX 300h) спільною потужністю 197 к.с.
На ринку NX конкурує із такими моделями, як Mercedes-Benz GLC-Класу, BMW X3 та Audi Q5.
Так, як кросовер Lexus NX був зовсім нещодавно представлений, то чогось вражаючого у 2016 році просто не могло статись. Тим не менше, саме у 2016 було представлено декілька додаткових відтінків, а перелік функцій системи «Enform» було збільшено. Компактний кросовер NX, як і передбачає бейдж бренду Lexus, має дуже хороше базове оснащення. Компанія не поскупилась і оснастила своє творіння: сидіннями з електроприводом, автоматичним двозонним клімат-контролем, шкіряним кермом та важелем для перемикання передач. Список обладнання продовжить: 7-дюймовий екран системи Display Audio від Lexus з функцією розпізнавання голосу та можливістю поділу на три секції. Салон підсвічується світлодідними вогнями. Базовою є і можливість обрати один з трьох доступних режимів їзди: Normal, Eco і Sport. Що стосується показників економії, то з двигуном 200t Вас очікуватимуть такі цифри: 10.69 л/100км у місті, 8.4 л/100км за його межами та 9.41 л/100км у змішаному циклі. При двигуні 300h маємо наступну ситуацію: 6.72 л/100км у місті, 7.59 л/100км за його межами та 7.13 л/100км у змішаному циклі.
Lexus вніс зміни в модель NX у 2021 році. Лінійка стилізацій поповнилась варіантом Black Line Special Edition, функція моніторингу сліпих зон перетворилась на стандартну, електропривід задніх дверей став додатковою функцією. 

### Двигуни
Бензинові
- NX 200 2.0 л 3ZR-FAE I4 150 к.с.
- NX 200t 2.0 л 8AR-FTS I4 238 к.с.

Бензиновий hybrid
- NX 300h 2.5 л 2AR-FXE I4 197 к.с.

### Презентація в Україні
26 вересня 2014 року модель була презентована в Україні. У рамках презентації NX FUTURE VISION заходи пройшли в Києві, Харкові та Дніпропетровську. За даними виробника, автомобіль споживає пального всього 5,4 л/100 км.
На HV-батарею, блок керування батареєю, блок керування гібридною системою та інвертор з конвертором гарантія надається на 5 років експлуатації або 100 000 кілометрів пробігу, в залежності від того, що настане раніше.

## Друге покоління (AZ20; з 2021)

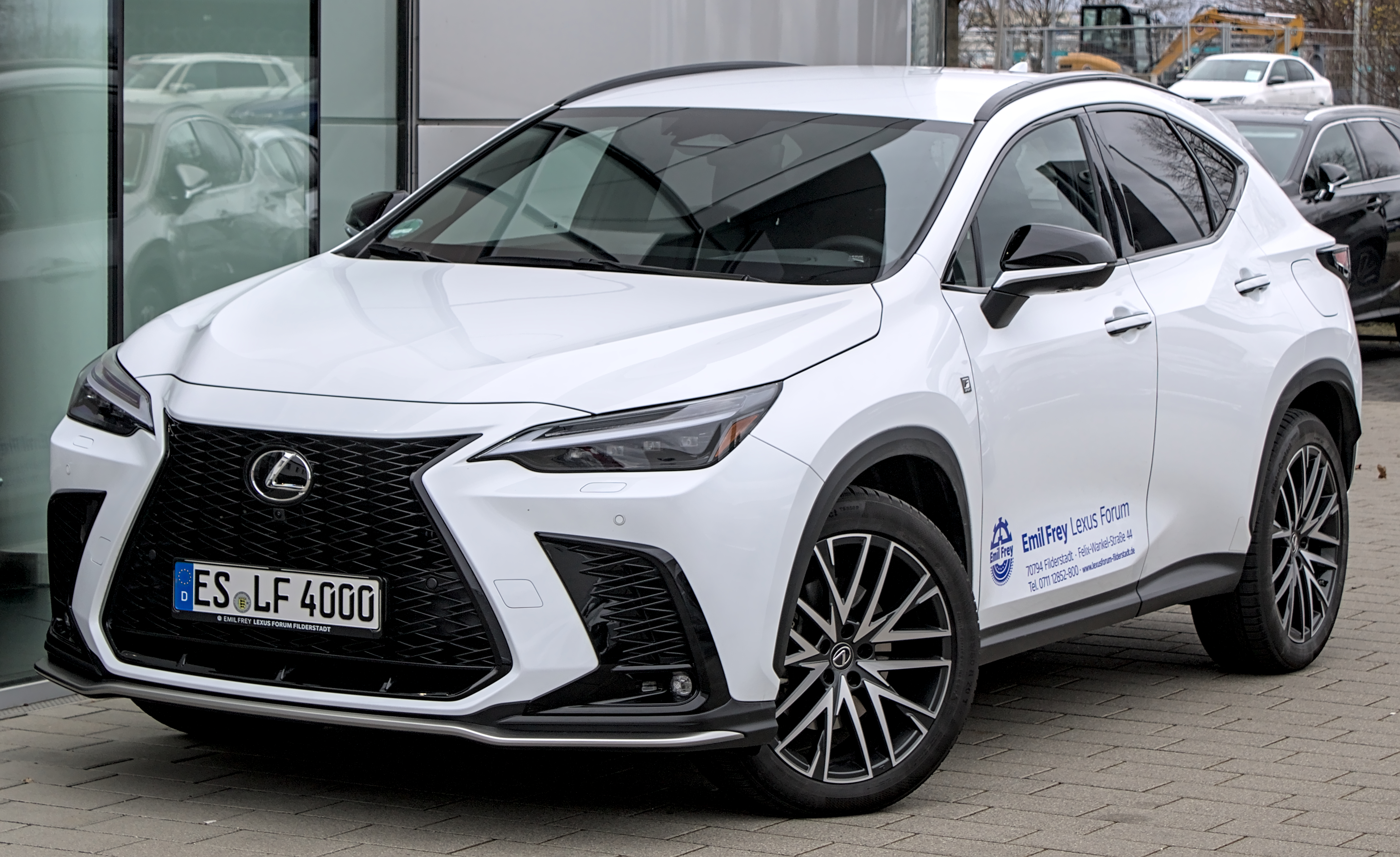
Lexus NX 450h+

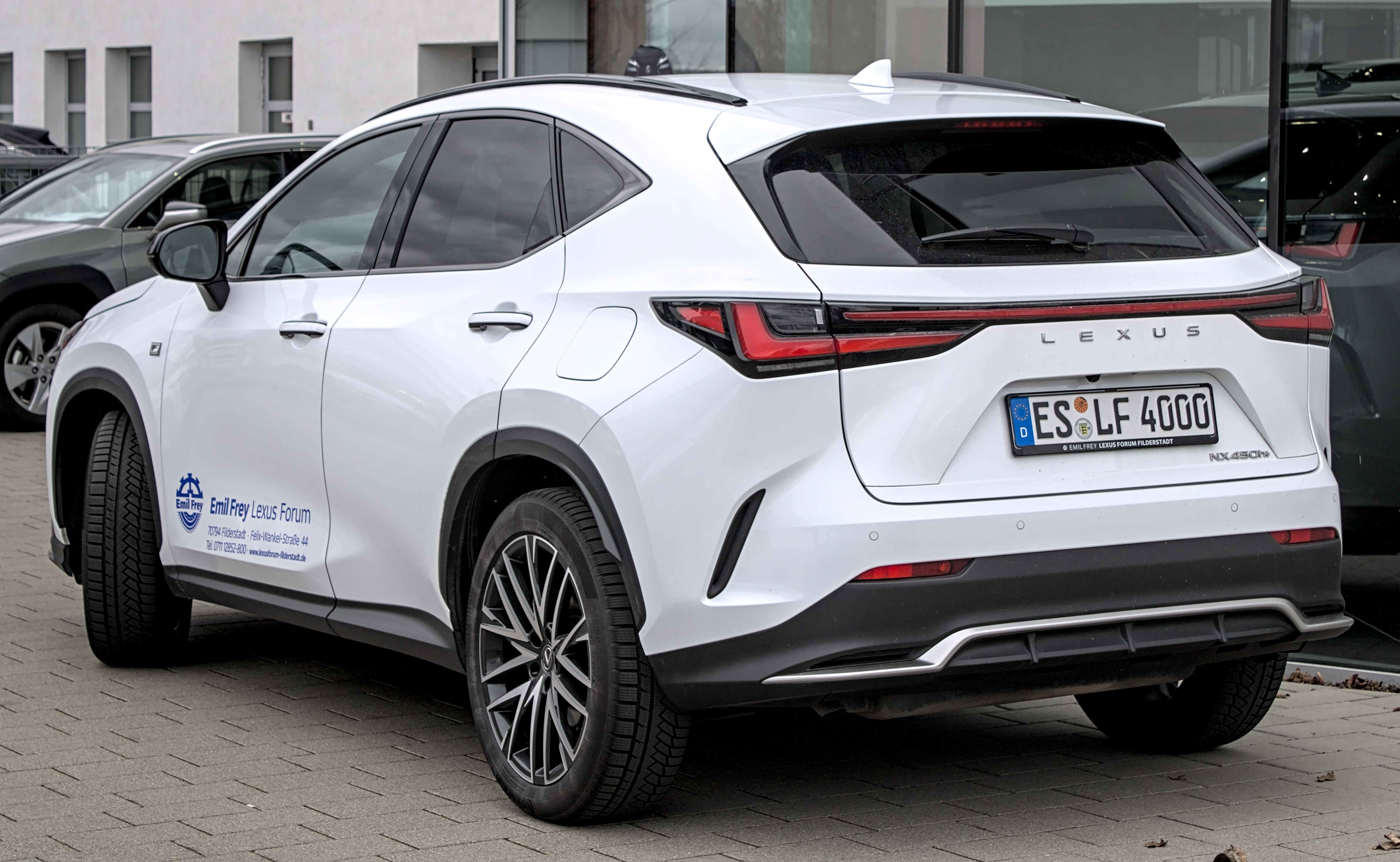
Lexus NX 450h+

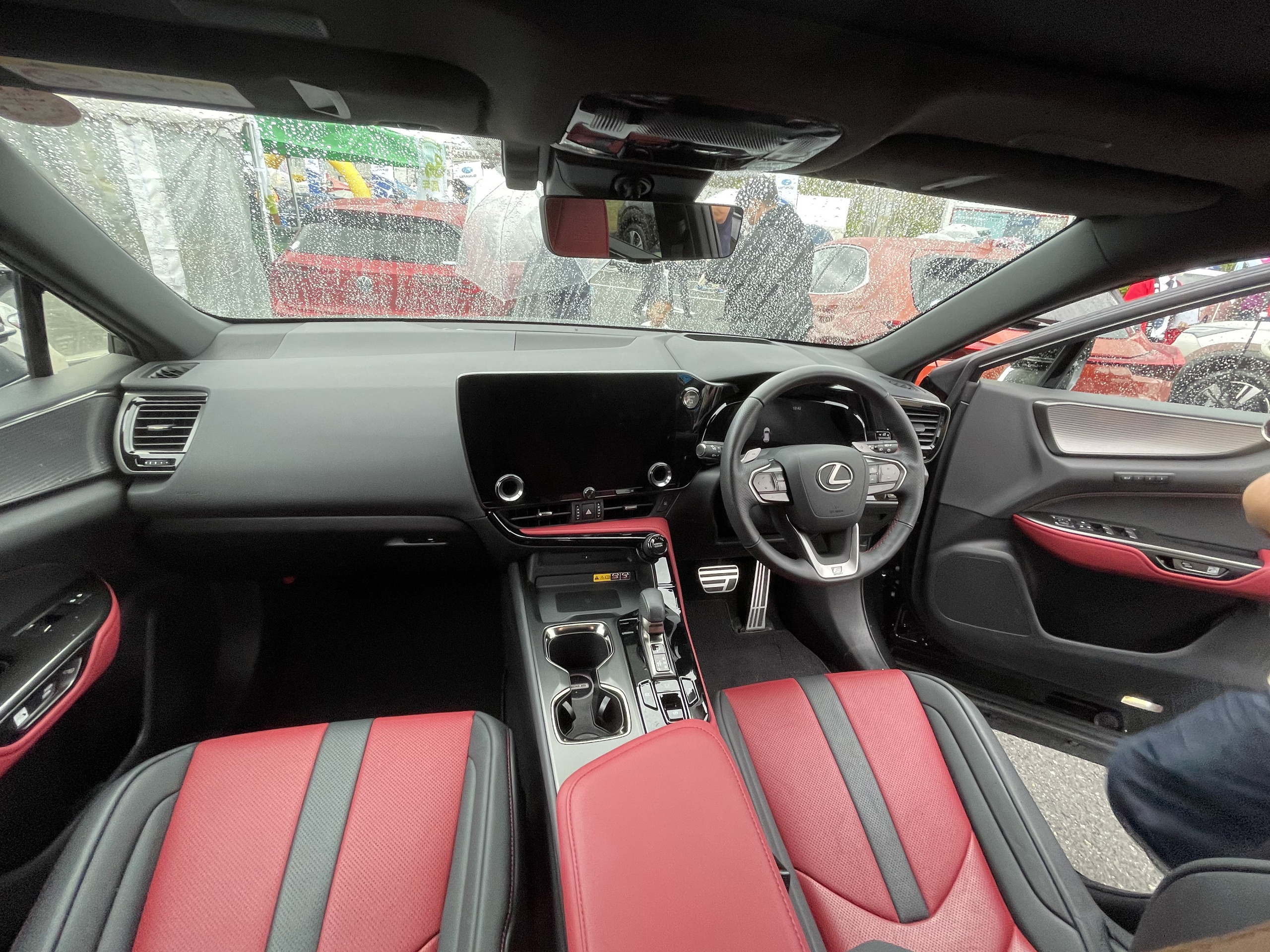
Салон

Lexus NX другого покоління був представлений 11 червня 2021 року, який побудований на платформі TNGA: GA-K. Було представлено шість варіантів комплектації, що складаються з трьох бензинових і трьох гібридних комплектацій – NX 200, NX 250 (NX 260 у Китаї), NX 350, NX 350h, NX 400h+ і NX 450h+. Також був представлений ряд нових силових агрегатів, більшість з яких використовуються в Toyota RAV4. На NX 350 був представлений абсолютно новий двигун-T24A-FTS 2,4 л з турбонаддувом, який виробляє 205 кВт (275 к.с.) і 430 Нм.
Новий Lexus NX 2023 пропонує багажник об'ємом 520 л.  
Стандартна інформаційно-розважальна система Lexus NX 2024 має 9,8-дюймовий сенсорний екран, опціональна - 14,0-дюймовий.  

### Двигуни
Бензинові
- 2.5 L A25A-FKS I4 190 к.с. (NX 250)
- 2.4 L T24A-FTS I4-T 279 к.с. (NX 350)

Бензиновий Hybrid
- 2.5 L A25A-FXS I4 244 к.с. (Hybrid, NX 350h)

Бензиновий Plug-in hybrid
- 2.5 L A25A-FXS I4 309 к.с. (Plug-in hybrid, NX 450h+)

## Продажі
| рік  | США (hybrid)           | Європа (hybrid)       |
| ---- | ---------------------- | --------------------- |
| 2014 | 2,927 (354)            |                       |
| 2015 | 43,764 (2,573)         | 28,417 (17,278)       |
| 2016 | 54,884 (2,842)         | 26,105 (17,991)       |
| 2017 | 59,341 (3,323)         | 27,789 (19,747)       |
| 2018 | 62,079 (9,062)         | 29,508 (20,644)       |
| 2019 | 58,715 (9,638)         | 24,309 (17,391)       |
| 2020 | 55,784 (9,358)         | 18,650 (12,754)       |
| 2021 | 58,514 (10,614; 18)    | 19,493 (14,255)       |
| 2022 | 49,002 (13,873; 3,507) | 17,504 (8,424; 7,749) |